# Argon Verlag
Der Argon Verlag ist seit 2005 ein deutscher Hörbuchverlag mit Firmensitz in Berlin. Sein Programmschwerpunkt liegt auf belletristischen Lesungen. Das Unternehmen gehört zur Verlagsgruppe Georg von Holtzbrinck.

## Geschichte
1952 wurde der Argon Verlag als Tochter des Berliner Tagesspiegels gegründet. Der Verlag sollte „die desillusionierten Berliner mit schmachtenden Liebesromanen und den tröstlichen traditionellen Werten aus der Feder selbstbewusster Adeliger“ versorgen. Mitte der 1980er wurde Argon als Berliner Kulturverlag reaktiviert und gab u. a. Werke des Theaterkritikers Alfred Kerr heraus.
1995 wurde der Verlag zusammen mit der Nicolaischen Verlagsbuchhandlung von der Verlagsgruppe Georg von Holtzbrinck übernommen und legte dann Berlinbücher vor, deren Schwerpunkt vor allem im Servicebereich mit Bildbänden und Stadtführern lagen. Unter dem Dach von S. Fischer Verlag, der ebenfalls zur Holtzbrinck-Gruppe gehört, gab der Argon Verlag ab 1998 den Berlin-Bezug auf und verlor damit auch sein Profil.
Zum 1. Januar 2005 traf der S. Fischer Verlag die Entscheidung, unter dem Label Argon keine Bücher mehr vorzulegen.
Weiterhin zur Holtzbrinck-Gruppe gehörend, wurde 2005 aus dem Argon Verlag ein reiner Hörbuchverlag mit dem Programmschwerpunkt belletristische Lesungen.

## Programm
Das Verlagsprogramm umfasst vor allem aktuelle Spitzentitel deutscher Buchverlage, aber auch Hörbücher klassischer Werke und ungekürzte Erzählungen der Weltliteratur. Der Verlagsschwerpunkt liegt vor allem in den Genres Spannung und Unterhaltung sowie auf Kinderhörbüchern und Sachhörbüchern zu aktuellen gesellschaftlichen Themen.
Zu den Autorinnen und Autoren, die im Argon Verlag erschienen sind, gehören beispielsweise Cecelia Ahern, Jane Austen, Simon Beckett, Sebastian Fitzek, Susanne Fröhlich, Diana Gabaldon, Tommy Jaud, Daniel Kehlmann, Jojo Moyes oder David Safier. Die Produktionen werden gelesen von namhaften Sprechern und Schauspielern wie Annette Frier, Tanja Geke, Luise Helm, Christoph Maria Herbst, Simon Jäger, David Nathan, Andrea Sawatzki, Johannes Steck und vielen anderen.
Stand Dezember 2020 wurde der Verlag bereits 25 mal mit der Goldenen Schallplatte (u. a. für Tommy Jaud und Rachel Joyce) und acht Mal mit Platin (Simon Beckett, Moritz Matthies, Graeme Simsion und Jojo Moyes) ausgezeichnet, darunter einmal Doppelplatin (für Jojo Moyes’ Ein ganzes halbes Jahr).
Mit Argon Balance startete 2012 das Programm mit praxisnahen Hörbüchern zu den Themen Gesundheit, Wohlbefinden und persönlichem Erfolg. Seit 2013 bereichert das Label Sauerländer Audio das Kinderhörbuchprogramm des Verlags um seine Kinderlieder (u. a. Fredrik Vahle und Randale) und vielfach ausgezeichneten Produktionen. Der Parlando Verlag, im Jahr 2000 von Christian Brückner und seiner Frau Waltraut gegründet, ist seit 2017 im Verlagsprogramm und bereichert es u. a. um Veröffentlichungen der amerikanischen Literatur sowie europäischen Klassikern. Mit argon.lab entstand im Frühjahr 2018 ein verlagseigenes Podcastlabel. Der Verlagspodcast Tonspur wurde 2020 mit dem Buchblog-Award ausgezeichnet.

## Publikationen (Auswahl)

### Hörbuch-Bestseller
- Tommy Jaud: Resturlaub (gelesen von Christoph Maria Herbst) und Hummeldumm (gelesen vom Autor selbst)
- David Safier: Muh! (gelesen von Nana Spier) und Plötzlich Shakespeare (gelesen von Anneke Kim Sarnau und Christoph Maria Herbst)
- Ralf Schmitz: Schmitz' Katze (gelesen vom Autor selbst)
- Simon Beckett: Verwesung, Leichenblässe und Totenfang (alle gelesen von Johannes Steck)
- Cecelia Ahern: Ein Moment fürs Leben (gelesen von Luise Helm)
- Carlos Ruiz Zafón: Das Spiel des Engels (gelesen von Gerd Wameling) und Marina (gelesen von Andreas Pietschmann)
- Jane Austen: Stolz und Vorurteil (gelesen von Eva Mattes)
- Ernst Gombrich: Eine kurze Weltgeschichte für junge Leser (gelesen von Christoph Waltz)
- Fredrik Vahle: Anne Kaffeekanne
- Tagebuch der Anne Frank (gelesen von Fritzi Haberlandt)
- Kerstin Gier: Silber – Die Trilogie der Träume (gelesen von Simona Pahl)
- Wolfgang Herrndorf: Tschick (gelesen von Hanno Koffler)
- Moritz Matthies: Ausgefressen (gelesen von Christoph Maria Herbst)
- Rachel Joyce: Die unwahrscheinliche Pilgerreise des Harold Fry (gelesen von Heikko Deutschmann)
- Graeme Simsion: Das Rosie-Projekt (gelesen von Robert Stadlober)
- Jojo Moyes: Ein ganzes halbes Jahr (gelesen von Luise Helm)
- Horst Evers: Für Eile fehlt mir die Zeit (gelesen vom Autor)
- Fredrik Backman: Ein Mann namens Ove (gelesen von Heikko Deutschmann)
- Jörg Maurer: u. a. Föhnlage, Unterholz, Der Tod greift nicht daneben, Hochsaison und Felsenfest (alle gelesen vom Autor)
- Sebastian Fitzek: Flugangst 7a, Der Insasse, Das Geschenk und Der Heimweg (alle gelesen von Simon Jäger)
- Jean-Luc Bannalec: Bretonisches Vermächtnis und Bretonische Spezialitäten (beide gelesen von Gerd Wameling)

### Hörspiel-Soap
Der Argon Verlag veröffentlichte im Sommer 2007 die „Hörspiel-Soap“ … und nebenbei Liebe mit prominenten Sprechern wie Oliver Rohrbeck, Judy Winter, Oliver Kalkofe, Dorkas Kiefer, Julia Biedermann und Dieter Landuris. Im Mai 2020 wurde die Serie als Podcast erneut ausgestrahlt und Anfang 2021 in einer neuen Staffel fortgesetzt.

### DAISY-Hörbücher
Von Oktober 2008 bis Herbst 2019 erschien die Argon DAISY-Edition. Hier wurden über 500 Titel des Verlages im Format des DAISY-Hörbuchs veröffentlicht.